# STS-119
STS-119, voluit Space Transportation System-119, is een Spaceshuttlemissie naar het Internationaal ruimtestation ISS, die officieel gepland was voor 16 april 2007 maar uiteindelijk vertrok op 15 maart 2009. De Spaceshuttle Discovery bracht het onderdeel ITS S6 naar het ISS.

## Lading
Naast de ITS S6 en een nieuwe set zonnepanelen met batterijen zijn volgende experimenten aan boord: Shuttle Ionospheric Modification with Pulsed Local EXhaust (SIMPLEX), Shuttle Exhaust Ion Turbulence Experiments (SEITE), Maui Analysis of Upper Atmospheric Injections (MAUI) en het "Boundary Layer Transition Detailed Test Objective" experiment. Voor dit laatste experiment heeft men een tegel van de buitenste thermische isolatie 6,4 mm laten uitsteken boven de andere. Hiermee zal men bij de terugkeer in de dampkring, bij mach 15, een grenslaagovergang creëren.

## Voorbereiding
Op 7 januari 2009 werd het ruimteveer Discovery getransporteerd van de onderhoudswerkplaats naar de VAB (Vehicle Amssembly Buiding). De lading - het S6 Truss-segment, de zonnepanelen en de batterijen - werden rechtstreeks naar het lanceerplatform 39A gebracht op 11 januari. Discovery werd naar het platform gebracht op 14 januari. Men startte om 5:17 's morgens. Om 12.16 de volgende nacht was hij op z'n plaats.
De bemanning van STS-119 was op Kennedy Space Center van de 19de tot de 22ste voor de laatste aftellingstest. Op de 21ste en 22ste januari vergaderden de vluchtleiders voor het Flight Readiness Review (FRR). Zij vonden het raadzaam de waterstofkleppen tussen de externe tank en de hoofdmotoren te inspecteren en stelden de lancering uit tot de 19 februari 2009.

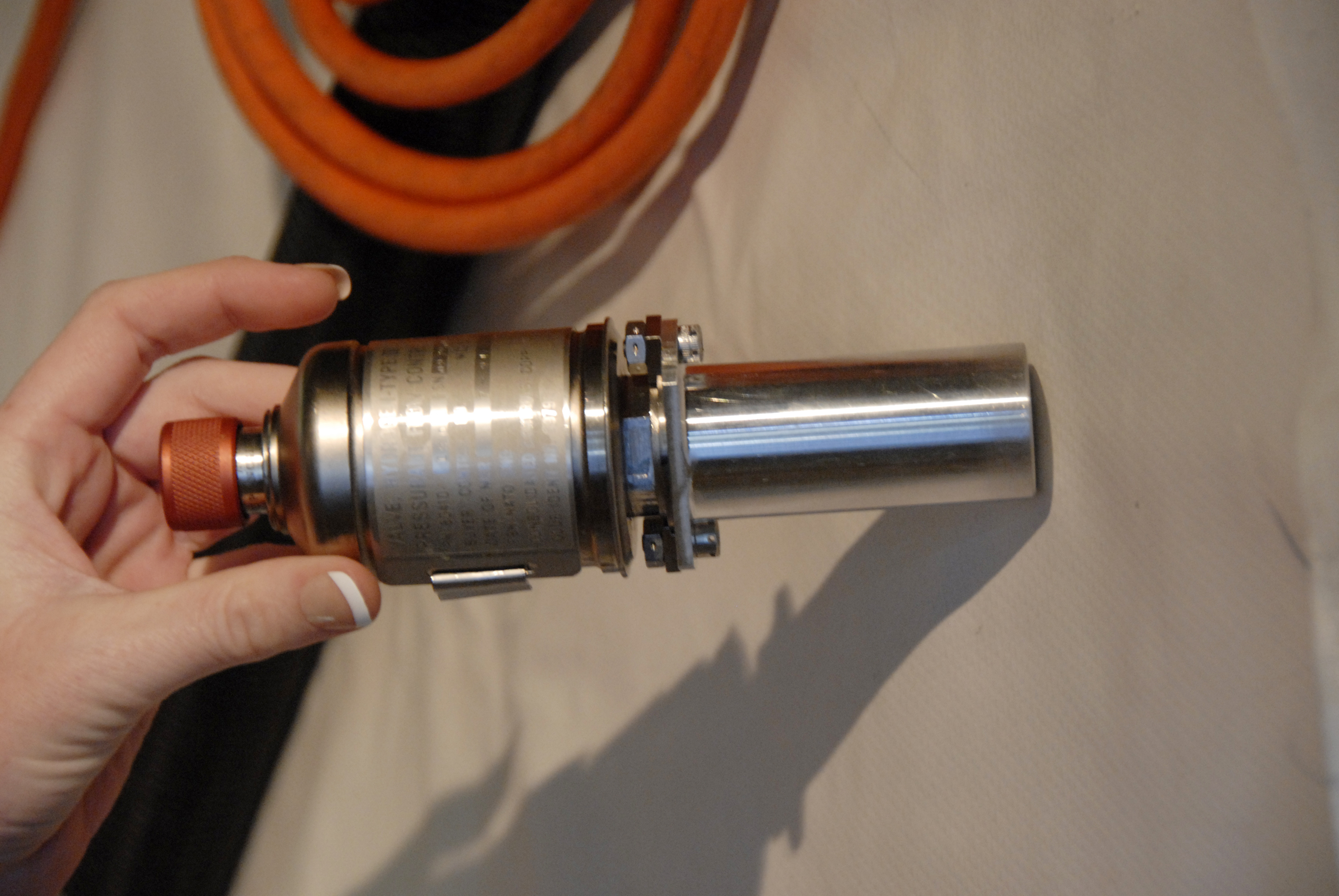
Voorbeeld van een klep die zorgen baarde.

Ten gevolge van een breuk in een van de drie kleppen tijdens de voorgaande vlucht, STS-126, werden alle kleppen van alle ruimteveren nagekeken om de veiligheid van Discovery te verzekeren. Deze kleppen dienen om het gasvormig waterstof uit de externe tank, gelijkmatig over de hoofdmotoren te verdelen. Daarom werd besloten om de lancering uit te stellen en werden de kleppen vervangen door andere met een kleinere vluchtduur.
Na de vervanging gaf de vluchtleiding toestemming voor de lancering. De datum werd vastgelegd op 11 maart. De astronauten kwamen op het Kennedy Space Center aan op 8 maart om zich klaar te maken voor de lancering. Op 11 maart werd de lancering nogmaals uitgesteld ten gevolge van een lek in de waterstofleiding tussen de externe tank en de shuttle. Uiteindelijk steeg Discovery op van lanceerplatform 39A op 15 maart 2009.

## Crew
- Lee J. Archambault (2) - bevelhebber
- Dominic A. Antonelli (1) - Piloot
- John L. Phillips (3) - Missie Specialist
- Steven R. Swanson (2) - Missie Specialist
- Joseph M. Acaba (1) - Missie Specialist Educator
- Richard R. Arnold (1) - Missie Specialist Educator

### Lancering voorISS Expeditie 18
- Koichi Wakata (3) - ISS Vlucht Ingenieur - JAXA

### Landing voorISS Expeditie 18
- Sandra Magnus (2) - ISS Vlucht Ingenieur - NASA

Het nummer tussen haakjes duidt aan hoeveel missies de astronaut gevlogen zal hebben na deze missie
De missie moest officieel de bemanning van ISS Expeditie 9 naar het International Space Station brengen, de bemanning bestond uit:

### Originele bemanning
- Steven W. Lindsey (4), Commandant
- Mark E. Kelly (2), - Piloot
- Michael L. Gernhardt (5) - Missie specialist
- Carlos I. Noriega (3), Missie specialist

Lancering van de bemanning van ISS expeditie 9
- Gennady Padalka (2), Commandant -  Rusland
- Michael Fincke (1), Vlucht Ingenieur -  Verenigde Staten
- Oleg Kononenko (1) Vlucht Ingenieur -  Rusland

Landing van de bemanning van ISS expeditie 8
- Michael Foale (6) keert terug als ISS-commandant -  Verenigde Staten
- Bill McArthur (3), keert terug als ISS-Ingenieur -  Verenigde Staten
- Valeri Tokarev (2) - keert terug als ISS-Ingenieur -  Rusland

## Vorige vlucht
Van 24 april 2008 tot 5 mei 2008 werd de Discovery nog gebruikt voor de missie STS-124.